# Synagoge van Ediger-Eller
Het Huis der Psalmen (Duits: Haus der Psalmen) is de gerestaureerde synagoge van Ediger-Eller in de Duitse deelstaat Rijnland-Palts.

## Geschiedenis

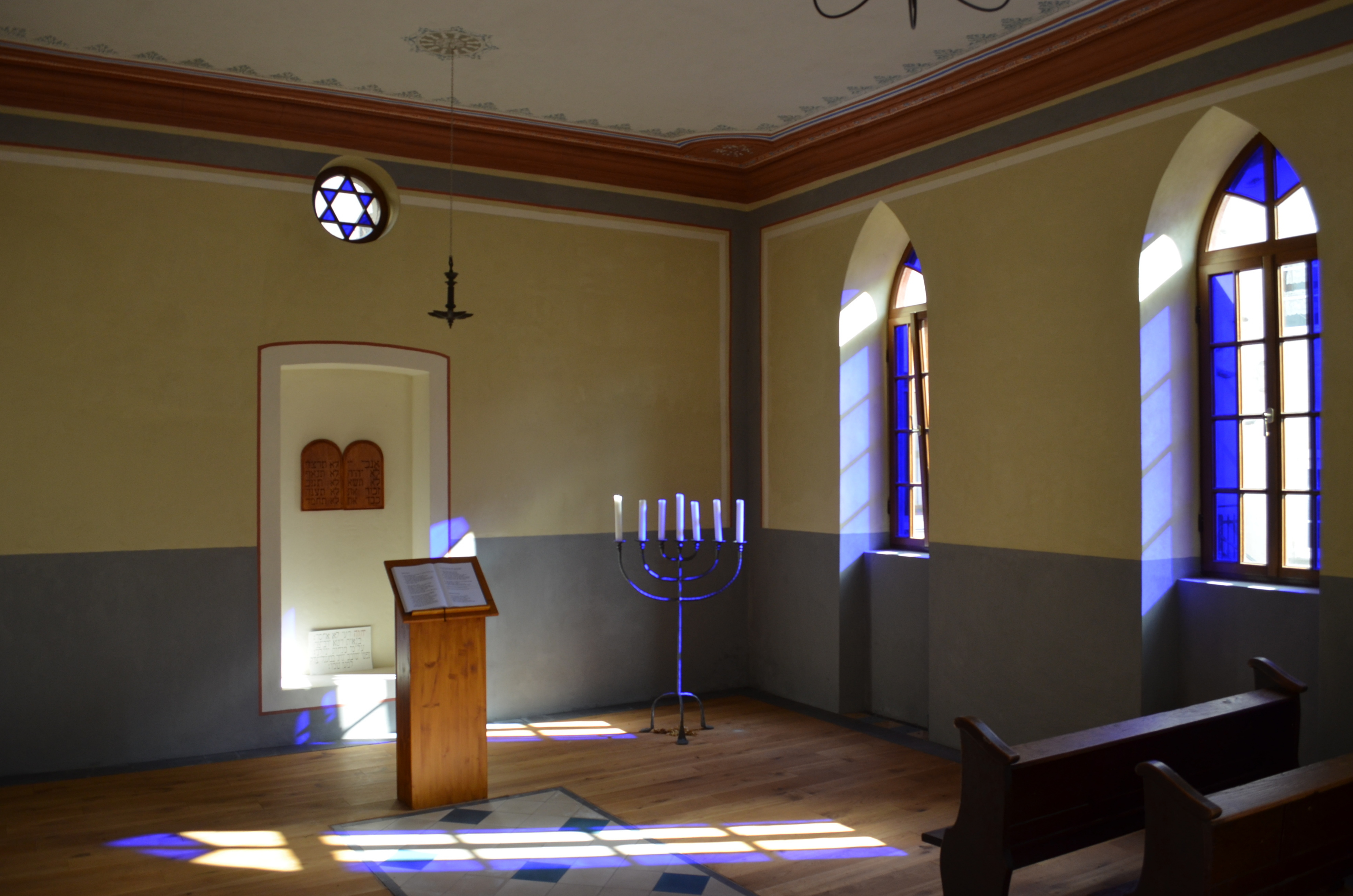
Interieur

Waarschijnlijk hebben er in Eller reeds in de middeleeuwen joden geleefd, maar veel bewijzen zijn daar niet voor. In Ediger bestond echter een kleine joodse gemeenschap tot na 1933, die zich vooral in de Rathausstraße concentreerde en om die reden ook Judengasse werd genoemd.
Voor de bouw van de huidige synagoge was er ter plaatse een oudere synagoge op een bovenverdieping van een huis aan de Rathausgasse 1. Veel joden hebber er nooit in Ediger gewoond en de synagoge werd gedeeld met de joden uit de naburige plaatsen Eller, Bremm, Senhals en Nehren. De doden werden begraven op de Joodse begraafplaats van Beilstein. Rond het midden van de 19e eeuw werd er een nieuwe synagoge in neogotische stijl gebouwd. In de jaren 1880-1890 vond er een verbouwing plaats door de inbouw van een vrouwengalerij en de verplaatsing van de ingang aan de straatzijde.
Na 1933 vertrok een aantal leden van de reeds kwijnende joodse gemeenschap naar Argentinië of de Verenigde Staten. Tijdens de Kristallnacht werden ook hier de ramen van de synagoge vernield en het interieur verwoest. De laatste zeven joden van de dorpen Ediger en Eller werden in 1942 op transport gesteld en zouden later niet terugkeren. Het gebouw werd na de verwoesting gebruikt als schuur en later ook als woonhuis.
In 2002 verwierf de Bürgerverein Synagoge Ediger het vroegere gebouw van de joodse gemeente. De vereniging liet met financiële steun van Rijnland-Palts en de Europese Unie het gebouw van 2002 tot 2008 restaureren, respectievelijk in de oorspronkelijke staat terugbrengen.

## Huis der Psalmen
De naam van de synagoge heeft betrekking op een gebeurtenis tijdens de vernielingen op 10 oktober 1938. De buurvrouw Barbara Mertens-Franzen wilde het vandalisme voorkomen en riep: Dit is een huis van God. De God van de joden is ook onze God en Hij is de vader van onze Jezus Christus. En de thorarol, die hier op straat ligt, trap er niet op want het zijn dezelfde psalmen die wij in de vesper zingen. Enkele weken later sneuvelden ook de ruiten in haar woning.